# Pomo Habematolel d'Upper Lake
Els pomo Habematolel d'Upper Lake és una tribu reconeguda federalment d'amerindis pomo al comtat de Lake, Califòrnia. La reserva de la tribu, la ranxeria Upper Lake, té 119 acres (0,48 km²) de superfície i situada vora la vila d'Upper Lake al nord-oest de Califòrnia.

## Història
Els pomo Habematolel Pomo eren originaris de la conca del llac Clear. Els artefactes fets pels primers pobladors indígenes de la conca del llac Clear han estat datats per carboni de fa 8.000 anys, encara que l'ocupació tribal probablement és més antiga. Fa 6.000 anys tot el llac va ser utilitzat per les tribus assentades de manera uniforme al seu voltant. Pel 1800 la població pomo de Califòrnia era estimada en 10.000-18.000 persones de 70 tribus pomo diferents i parlant diferents llengües pomo. Els pomo Habematolel van ser alguns dels aproximadament 350 pomo del nord i parlaven pomo del nord i pomo de l'est, que es consideren extingides avui dia.
Conegut per les seves extenses xarxes comercials els pomo Habematolel comerciaven magnesita i obsidiana amb els miwoks de la costa per una varietat de petxines. Els pomo eren coneguts per les seves cistelles teixides i elaborats tocats de plomes.
La massacre de l'illa Bloody o Bonopoti passà en 1850, a "Old Island", al final nord del llac Clear. El 1r de Cavalleria assassinà gairebé 200 pomos, la majoria dones i nens pomo de llac Clear i tribus veïnes.
En 1856 els pomo del comtat de Lake foren rodejats pels militars dels Estats Units i forçats a instal·lar-se a la Granja índia Nome a Round Valley al nord del comtat de Mendocino. Més tard esdevingué la reserva índia Round Valley.
Davant l'allau de colons no indígenes als seus països d'origen, quatre grups pomo, els Danoxa, Kaiyo-Matuku, Xowalek, i Yobotui, van unir els seus recursos i comprar 90 acres (360.000 metres quadrats) de terra en 1878 a Xabematolel. Aquesta comunitat era anomenada Habematolel a Upper Lake. En 1907 el govern federal dels Estats Units crear la Ranxeria Upper Lake per a la tribu de terres adjacents. La reserva augmentà a 564 acres (2,28 km²).
Com a part de la política de terminació i reubicació en l'interès de l'assimilació dels nadius en la societat, el govern dels Estats Units va aprovar la Llei de Ranxeries de Califòrnia de 1953. Aquesta llei habilita als Estats Units de suspendre les relacions amb els pomo Habematolel i parcel·lar les terres de la ranxeria en assignacions individuals.
La tribu va respondre amb una demanda, Upper Lake Pomo Association v. James Watt, en 1975 friamant que la terminació era una política il·legal. En 1980 la Bureau of Indian Affairs va supervisar l'elecció d'un consell tribal, que va començar a redactar una nova constitució tribal i estatuts. El 1983 la tribu va guanyar el seu cas en la cort federal i el reconeixement tribal va ser restaurat el 1998, quan va ser elegit un nou consell. L'actual constitució fou ratificada en 2004.

## Avui
La tribu és reconeguda federalment i té 191 membres registrats. Els pomo Habematolel operen el seu propi habitatge, medi ambient, i programes educatius, incloent classes de computació i de preparació per al GED. La tribu ha estat capaç de comprar un terreny al seu territori tradicional, prop del llogaret històric de Maiyi.
Els pomo Habematolel es regeixen per un consell tribal de set membres. En 2009 el cap tribal era Sherry Treppa Bridges.